# Mas-de-Londres
Mas-de-Londres är en kommun i departementet Hérault i regionen Occitanien i södra Frankrike. Kommunen ligger i kantonen Saint-Martin-de-Londres som tillhör arrondissementet Lodève. År 2022 hade Mas-de-Londres 673 invånare.

## Befolkningsutveckling
Antalet invånare i kommunen Mas-de-Londres
Referens:INSEE